# 川口浩一
川口 浩一（かわぐち こういち、1951年12月10日 - ）は、日本のフリーアナウンサー。

## 来歴
東京都で出生の後、1963年に青森県八戸市へ転居した。本人は東京都を出身地としている。
青森県立八戸北高等学校、日本大学文理学部教育学科を卒業後、1974年4月に青森テレビに入社。当初は八戸支社営業部に配属されていたが、1983年4月に本社報道制作局放送部へ異動。同局のアナウンサーを務めた後、2016年12月に定年退職した。
その後もフリーアナウンサーとして、青森テレビの番組を中心に活動している。

## 担当番組
- おしゃべりハウス - 月曜 - 木曜キャスター、月曜「川ちゃんの昼まで待てない」担当[3]
- おしゃべりーの
- ATVニュースワイド[4]
- あおもりWakuWakuゼミナール - キャスター[5]
- バック・トゥ・ザ・デイズ - ドク川口として出演。
- わっち!! - 月曜「旅々スミマセン」担当
- いきいき健やかTV - 2016年12月の定年退職後にも引き続き出演[6]。
- この人に[1]